# Pselaphinae
Pselaphinae čili hmatavci (kyjorožcovití) je podčeleď malých brouků (do 2,5 mm délky). Tato skupina byla původně uváděna jako samostatná čeleď Pselaphidae. V roce 1995 je na základě společných morfologických znaků umístili Alfred Newton a Margaret Thayerová do skupiny Omaliine v čeledi Staphylinidae.
Podčeleď Pselaphinae tvoří sedm nadtribů:
- Faronitae (Reitter, 1882)
- Euplectitae (Streubel, 1839)
- Goniaceritae (Reitter, 1882)
- Pselaphitae (Latreille, 1802)
- Clavigeritae (Leach, 1815)
- Bythinoplectitae
- Batrisitae (Reitter, 1882)

Podčeleď Pselaphinae je druhově bohatá, popsáno bylo 9000 až 10 000 druhů (Newton a Chandler, 1989) a její příslušníci jsou rozšířeni hlavně v tropech. Žijí v pralesích v humusu z trouchnivějícího listí, v chomáčích trav, naplaveninách, mechu a dalších vhodných místech. Jejich biologie je málo známa. Existuje domněnka, že jsou predátory některých chvostoskoků (rodu Collembola) a pancířníků (čeledi Oribatidae).
Pselaphinae přitahují zájem entomologů díky atraktivní a značně variabilní morfologii, která musí být studována pomocí binokulárního mikroskopu. Zájem entomologů přitahuje též myrmekofilní („mravencomilní“) chování některých skupin této podčeledi (zejména některých brouků z nadtribu Batrisitae, Pselaphitae a Clavigeritae); je inspirací ke studiu jejich chování. Efektní morfologie a myrmekofilie je nejvíce patrná u příslušníků nadtribu Clavigeritae.